# رقية السادات
رقية السادات (1941- ) هي كبرى بنات الرئيس المصري الراحل محمد أنور السادات من زوجته الأولى إقبال ماضي والتي أنجب منها رقية، وراوية، وكاميليا. ثم أنجب من زواجه الثاني لبنى ونهى وجيهان وجمال من جيهان رؤوف صفوت.
وتزمع رقية على نشر مذكراتها لتعرض فيها جوانب لم تظهر عن والدها سابقاً. تصدت رقية السادات لكثير من الحملات السلبية على والدها، كان منها قضية رد اعتبار ضد «هدى» ابنة جمال عبد الناصر. كما دخلت في مجموعة قضايا عائلية حول إرث والدها. ومؤخرا التصدي لفيلم إعدام الفرعون وذلك باللجوء إلى القضاء المصري.